# Tang Yizong
Tang Yizong (en chino: 唐懿宗, pinyin : táng yìzōng, 28 de diciembre de 833-15 de agosto de 873) fue un emperador chino taoísta de la dinastía Tang. Su nombre de nacimiento era Li Cui (李 漼). Reinó de 859 a 873. Fue hijo de Xuanzong II.
Desde la década de 860, el frágil equilibrio que permitió el restablecimiento del imperio Tang se derrumbó irremediablemente. La antigua aristocracia que había ocupado las posiciones dirigentes de los imperios chinos desde el período de división y durante la primera parte de la dinastía había dado paso a nuevas figuras, los gobernadores militares provinciales, los comisarios que administraban los monopolios financieros y los eunucos de la corte.
Una gran expedición fue lanzada en 865-867 contra reino de Nanzhaoal suroeste, la última que el gobierno de Tang pudo emprender, pero fracasó y fue seguida de una contraofensiva concluida por la pérdida de Chengdú, que duró unos años.
La caída final comenzó con el levantamiento dirigido por el general Pang Xun en 868 en Guangxi, que se extendió hasta la cuenca del río Yangtze y la del Huai antes de ser difícilmente reprimida, a continuación de los episodios de crisis que golpearon al imperio, primero en el norte, donde las hambrunas se desataron en la década de 870.